# هانت لاوری
هانت لاوری (انگلیسی: Hunt Lowry) تهیه‌کننده تلویزیونی و تهیه‌کننده فیلم اهل ایالات متحده آمریکا و برادر دیک لاوری است.
از فیلم‌ها یا مجموعه‌های تلویزیونی که وی در آن‌ها نقش داشته‌است، می‌توان به پرواز ۷۵۰۰، فسقلی‌ها، دوما، داستان سیندرلا، چیزی که یک دختر می‌خواهد، اسرار غیبی انجمن خواهرانه یایا، به کالینوود خوش آمدید، پیاده‌روی به‌یادماندنی، دانی دارکو، بچه، زمانی برای کشتن، اولین شوالیه، زندگی من، فاصله قابل توجه، آخرین موهیکان، انتقام، غرب رؤیایی، فوق سری! و هواپیما! اشاره نمود.